# FXYD2
FXYD2 (англ. FXYD domain containing ion transport regulator 2) – білок, який кодується однойменним геном, розташованим у людей на короткому плечі 11-ї хромосоми. Довжина поліпептидного ланцюга білка становить 66 амінокислот, а молекулярна маса — 7 283.
| 10         |  | 20         |  | 30         |  | 40         |  | 50         |
| ---------- |  | ---------- |  | ---------- |  | ---------- |  | ---------- |
| MTGLSMDGGG |  | SPKGDVDPFY |  | YDYETVRNGG |  | LIFAGLAFIV |  | GLLILLSRRF |
| RCGGNKKRRQ |  | INEDEP     |  |            |  |            |  |            |

A: Аланін

C: Цистеїн

D: Аспарагінова кислота

E: Глутамінова кислота

F: Фенілаланін

G: Гліцин

I: Ізолейцин

K: Лізин

L: Лейцин

M: Метіонін

N: Аспарагін

P: Пролін

Q: Глутамін

R: Аргінін

S: Серин

T: Треонін

V: Валін

Задіяний у таких біологічних процесах, як транспорт іонів, транспорт, транспорт калію, транспорт натрію, транспорт натрію та калію, альтернативний сплайсинг. 
Білок має сайт для зв'язування з калію, іоном натрію. 
Локалізований у мембрані.